# Харитонов, Леонид Михайлович

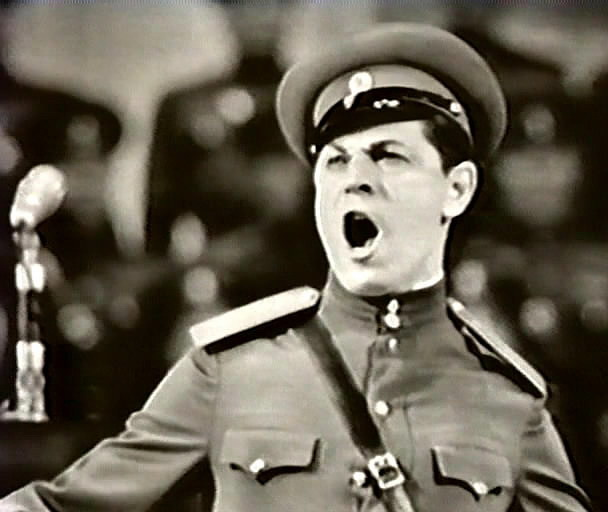
Леонид Харитонов исполняет песню «Утёс»

Леонид Михайлович Харитонов (18 сентября 1933, село Голуметь, Черемховский район, Иркутская область — 19 сентября 2017, Москва) — советский и российский оперный певец (баритональный бас), Народный артист РСФСР (1986).

## Биография
Родился 18 сентября 1933 года в селе Голуметь Иркутской области.
Отец, Михаил Иванович Харитонов, родился в 1914 г., был учителем в Голуметской школе, секретарём комсомольской ячейки, пропал вскоре после рождения мальчика. Мать Ольга Павловна Харитонова родилась в 1910 г., работала уборщицей и в одиночку воспитывала сына.
Закончил 4 класса школы, затем учился в Иркутском ФЗО № 2 (ПТУ, ныне лицей № 46) для мальчиков-сирот и детей из неблагополучных и неполных семей, где и получил две специальности — формовщика и электросварщика. Вернувшись в родное село стал работать в МТС (машинно-тракторная станция).
Вновь приехав в Иркутск, Леонид бродяжничал. Затем, по собственным словам, «прямо с улицы», в 1951 году попал в филармонию и стал певцом-солистом. Работал в оперном ансамбле, существовавшем при филармонии [1]. С 1952 по 1955 г. оттачивал грани мастерства в музыкальном училище при Московской Государственной консерватории.
Именно на прослушивании в музыкальном училище прозвучали ставшие крылатыми слова народной артистки Е. К. Катульской: «Судьба твоя — как у Фёдора Ивановича Шаляпина, начинаешь с бродяжничества…» (как известно, Шаляпин добрался до Москвы, а ночевать ему было негде, в связи с чем будущий певец попал в тюрьму как бродяга).
В 1953 года настало время службы в армии, и Леонида Харитонова зачислили в Дважды Краснознаменный академический ансамбль песни и пляски Российской армии имени А. В. Александрова артистом хора, которым и пробыл до 1965 года. За время службы успел окончить Институт им. Гнесиных (1953—1956).
В 1965 г. стал солистом ансамбля им. Александрова, и 18 марта 1965 года дал свой первый неофициальный сольный концерт в Государственном Кремлёвском дворце. Официальное же выступление было 22 апреля в Зале им. Чайковского в Москве.
В 1967 г. Леониду Михайловичу было присвоено звание Заслуженного артиста РСФСР.
В 1972 г., после почти двадцатилетнего периода работы с ансамблем Александрова, Харитонов начал солировать в Московской Государственной Филармонии до 1998 года.
В 1986 г. ему присвоено звание Народный артист РСФСР.
C 1998 г. по 2006 г. работал по договорам и контрактам.
После перенесения двух тяжелейших хирургических операций в 2007 году артист прекратил свою творческую деятельность.
Похоронен на Ваганьковском кладбище (участок № 43).

## Песни
- Баллада о русских мальчишках (А. Новиков — Л. Ошанин)
- Блоха (М. Мусоргский — И. В. Гёте/А. Струговщиков)
- Бухенвальдский набат (Вано Мурадели — А. Соболев)
- Вдоль по Питерской (народная)
- Вот мчится тройка почтовая (народная)
- Выхожу один я на дорогу (Е. Шашина — М. Лермонтов)
- Гори, гори, моя звезда (В. Булахов — В. Чуевский)
- 12 разбойников (В. Гартевельд — Н. Некрасов)
- День обид (Д. Шостакович — Е. Долматовский)
- День радости (Д. Шостакович — Е. Долматовский)
- Джон Рид идёт по Петрограду (А. Новиков — М. Вершинин)
- Есть на Волге утёс (А. Рашевская — А. Навроцкий)
- Ещё не кончилась война (Вано Мурадели — М. Андронов)
- Жалобно стонет (Д. Михайлов — А. Пугачёв)
- Забыли вы (А. Оппель — П. Козлов)
- Здесь Ленин жил (Б. Терентьев — А. Фатьянов)
- Из-за острова на стрежень (стихи Д. Садовников)
- Кабы Волга-матушка (стихи А. Толстой)
- Ленинская гвардия (Б. Александров — М. Хотимский)
- Меж высоких хлебов (стихи Н. Некрасов)
- Мельник (А. Даргомыжский — А. Пушкин)
- Минута молчания (Б. Александров — С. Островой)
- Моя милая, моя душечка (А. Дюбюк — С. Писарев)
- Моя отчизна (О. Фельцман — Л. Ошанин)
- Не осенний мелкий дождичек (народная)
- Не пробуждай воспоминаний (П. Булахов — ?)
- Не стареют душой ветераны (С. Туликов — Я. Белинский)
- Нищая (А. Алябьев — П. Беранже/Д. Ленский)
- Ночной смотр (М. Глинка — Й. Цедлиц/В. Жуковский)
- О, если б мог выразить в звуке (Л. Малашкин — Г. Лишин)
- Октава (Н. Римский-Корсаков — А. Майков)
- Отрада (М. Шишкин — С. Рыскин)
- Песня борцов за мир (В. Мурадели — В. Харитонов)
- Песня о Волге (Б. Мокроусов — С. Островой)
- Пушки молчат дальнобойные (М. Блантер — Михаил Матусовский)
- Родина (С. Туликов — Ю. Полухин)
- С сыром пироги (народная)
- Седина (А. Экимян — Ф. Лаубе)
- Сонет № 30 (Д. Кабалевский — В. Шекспир/Я. Маршак)
- Сонет № 153 (Д. Кабалевский — В. Шекспир/С. Маршак)
- Сын Отечества (С. Туликов — В. Лазарев)
- Сын России (С. Туликов — В. Харитонов)
- Тебе, мой друг (?)
- Титулярный советник (А. Даргомыжский — П. Вейнберг)
- Только раз (Б. Фомин — П. Герман)
- Улица, улица (А. Дюбюк)
- Утро туманное (Э. Абаза — И. Тургенев)
- Хризантемы (Н. Харито — В. Шумский)
- Хуторок (стихи А. Кольцов)
- Черноглазая казачка (М. Блантер — И. Сельвинский)
- Что это сердце (Я. Пригожий)
- Широка страна моя родная (И. Дунаевский — В. Лебедев-Кумач)
- Эй, ухнем (народная)
- Эх, Настасья (народная)
- Я люблю тебя, жизнь (Э. Колмановский — К. Ваншенкин)
- Ямщик, не гони лошадей (Я. Фельдман — Н. Риттер)
- Я помню вальса звук прелестный (Н. Листов)